# Третьяков Максим Вячеславович
Макси́м В'ячесла́вович Третьяко́в (нар. 6 березня 1996, Троїцько-Сафонове, Миколаївська область, Україна) — український футболіст, лівий вінгер клубу «Колос» .

## Клубна кар'єра
Вихованець футбольної академії «Дніпра». У ДЮФЛУ зіграв у 56 матчах і забив 7 голів. Виступав у юнацькій і молодіжній першості. У лютому 2016 року на правах оренди перейшов до харківського «Металіста». 6 березня 2016 року в день свого двадцятиріччя вдало дебютував в УПЛ у матчі з «Волинню»: відіграв 90 хвилин і відзначився гольовою передачею. У вересні 2016 року перейшов до одеського «Чорноморця».
В червні 2018 року став гравцем клубу словацького чемпіонату ДАК 1904 з Дунайської Стреди, де провів наступний сезон, взявши участь у 17 іграх чемпіонату і ставши віце-чемпіоном країни.
У червні 2019 року на правах оренди перейшов до «Олександрії». Третьяков став автором ювілейного 16-тисячного голу в історії чемпіонату України, який він забив 15 грудня 2019 року в матчі проти «Дніпра-1» (2:1). Загалом за сезон в рамках УПЛ Третьяков забив 10 голів у 30 іграх, після чого підписав повноцінний контракт з командою.

## Кар'єра у збірній
Виступав за юнацькі збірні своєї країни різного віку. З командою до 17 років брав участь у юнацькому чемпіонаті Європи 2013 року, а з командою до 19 років — у юнацькому чемпіонаті Європи 2015 року.

## Особисте життя
Дружина — Ліза Третьякова. Дочка — Сабріна, син — Даніель.